# Ingvar Jerkeman
Karl Ingvar Jerkeman, född 10 april 1904 i Hakarps församling, Jönköpings län, död 1963 i Huskvarna, var en svensk målare.
Han var son till symaskinsarbetaren Fritz Gustafsson och Hulda Magnusdotter samt bror till Ture Jerkeman. Han bedrev självstudier i målning och teckning med studieresor till bland annat Frankrike och Spanien. Separat ställde han ut i Alingsås 1945 och han medverkade regelbundet i Vätterpalettens utställningar i Huskvarna och från 1947 med Norra Smålands konstförenings utställningar i Jönköping.